# نور نمایانگر
نور نمایانگر (انگلیسی: The Telltale Light) یک فیلم کوتاه کمدی به کارگردانی مک سنت است که در سال ۱۹۱۳ منتشر شد.

## گزیدهٔ بازیگران
- راسکو آرباکل
- چارلز آوری
- آلیس دَوِنپورت
- میبل نورماند